# Чихару Шида
Чихару Шида (志田 千陽, Shida Chiharu, рођена 29. априла 1997.) је јапанска играчица бадминтона повезана са тимом Саишункан. Освојила је бронзану медаљу на Љетњим олимпијским играма 2024. године. Шида је била дио побједничког тима Јапана на шампионату Азије Тема 2020. године.  Са својом тренутном партнерком Нами Мацујамом, достигла је високу позицију у каријери као свјетска број 2 на БВФ светској ранг листи 8. новембра 2022. године.
Шида је освојила бронзану медаљу на Азијском и Свјетском јуниорском првенству 2014. и 2015. године. Шида је освојила своју прву међународну титулу на Вијетнамском међународном првенству 2016. и освојила своју прву БВФ свјетску турнеју на Отвореном првенству Кине у Тајпеју 2018. године.

## Спортска постигнућа

### Олимпијске игре
Женски парови
| Година | Мјесто такмичења                             | Партнер       | Противници                      | Бодови       | Мјесто |
| ------ | -------------------------------------------- | ------------- | ------------------------------- | ------------ | ------ |
| 2024   | Porte de La Chapelle Arena, Париз, Француска | Нами Мацујама | Pearly Tan Thinaah Muralitharan | 21–11, 21–11 | Бронза |

### BWF Свјетско јуниорско првенство
Парови дјевојчица
| Година | Мјесто такмичења                                    | Партнерка     | Противници       | Бодови              | Резултат |
| ------ | --------------------------------------------------- | ------------- | ---------------- | ------------------- | -------- |
| 2015.  | Centro de Alto Rendimiento de la Videna, Лима, Перу | Нами Мацујама | Du Yue Li Yinhui | 17–21, 21–14, 12–21 | Бронза   |

Мјешовити парови
| Година | Мјесто такмичења                                    | Партнерка     | Противници                | Бодови      | Резултат |
| ------ | --------------------------------------------------- | ------------- | ------------------------- | ----------- | -------- |
| 2015.  | Centro de Alto Rendimiento de La Videna, Лима, Перу | Shuto Morioka | Zheng Siwei Chen Qingchen | 8–21, 12–21 | Бронза   |

### Азијско јуниорско првенство
Парови дјевојчица
| Година | Мјесто такмичења                               | Партнерка     | Противници              | Бодови       | Резултат |
| ------ | ---------------------------------------------- | ------------- | ----------------------- | ------------ | -------- |
| 2015.  | CPB Badminton Training Center, Банкок, Тајланд | Нами Мацујама | Chen Qingchen Jia Yifan | 11–21, 16–21 | Бронза   |

### BWF свјетска турнеја (11 титула, 13 другопласирана)
Женски парови
| Година | Турнир                | Ниво              | Партнерка     | Противници                       | Бодови              | Мјесто         |
| ------ | --------------------- | ----------------- | ------------- | -------------------------------- | ------------------- | -------------- |
| 2018.  | Singapore Open        | Super 500         | Нами Мацујама | Ayako Sakuramoto Yukiko Takahata | 21–16, 22–24, 13–21 | Другопласирана |
| 2018.  | Akita Masters         | Super 100         | Нами Мацујама | Ayako Sakuramoto Yukiko Takahata | 21–23, 11–21        | Другопласирана |
| 2018.  | Vietnam Open          | Super 100         | Нами Мацујама | Misato Aratama Akane Watanabe    | 18–21, 19–21        | Другопласирана |
| 2018.  | Indonesia Masters     | Super 100         | Нами Мацујама | Ayako Sakuramoto Yukiko Takahata | 21–11, 19–21, 20–22 | Другопласирана |
| 2018.  | Chinese Taipei Open   | Super 300         | Нами Мацујама | Ayane Kurihara Naru Shinoya      | 21–10, 21–17        | Побједница     |
| 2019.  | Spain Masters         | Super 300         | Нами Мацујама | Kim So-yeong Kong Hee-yong       | 21–23, 21–15, 17–21 | Другопласирана |
| 2019.  | Swiss Open            | Super 300         | Нами Мацујама | Chang Ye-na Jung Kyung-eun       | 16–21, 13–21        | Другопласирана |
| 2019.  | U.S. Open             | Super 300         | Нами Мацујама | Baek Ha-na Jung Kyung-eun        | 21–16, 21–16        | Побједница     |
| 2019.  | Korea Masters         | Super 300         | Нами Мацујама | Misaki Matsutomo Ayaka Takahashi | 15–21, 21–17, 21–18 | Побједница     |
| 2021.  | Indonesia Masters     | Super 750         | Нами Мацујама | Jeong Na-eun Kim Hye-jeong       | 21–9, 21–11         | Побједница     |
| 2021.  | Indonesia Open        | Super 1000        | Нами Мацујама | Greysia Polii Apriyani Rahayu    | 21–19, 21–19        | Побједница     |
| 2021.  | BWF World Tour Finals | World Tour Finals | Нами Мацујама | Kim So-yeong Kong Hee-yong       | 14–21, 14–21        | Другопласирана |
| 2022.  | All England Open      | Super 1000        | Нами Мацујама | Zhang Shuxian Zheng Yu           | 21–13, 21–9         | Побједница     |
| 2022.  | Thailand Open         | Super 500         | Нами Мацујама | Mayu Matsumoto Wakana Nagahara   | 17–21, 21–15, 26–24 | Побједница     |
| 2022.  | Indonesia Open        | Super 1000        | Нами Мацујама | Yuki Fukushima Sayaka Hirota     | 18–21, 21–14, 21–17 | Побједница     |
| 2022.  | Malaysia Masters      | Super 500         | Нами Мацујама | Chen Qingchen Jia Yifan          | 11–21, 12–21        | Другопласирана |
| 2023.  | India Open            | Super 750         | Нами Мацујама | Chen Qingchen Jia Yifan          | Walkover            | Побједница     |
| 2023.  | German Open           | Super 300         | Нами Мацујама | Baek Ha-na Lee So-hee            | 19–21, 15–21        | Другопласирана |
| 2023.  | Canada Open           | Super 500         | Нами Мацујама | Mayu Matsumoto Wakana Nagahara   | 22–20, 21–16        | Побједница     |
| 2023.  | Denmark Open          | Super 750         | Нами Мацујама | Chen Qingchen Jia Yifan          | 16–21, 13–21        | Другопласирана |
| 2023.  | China Masters         | Super 750         | Нами Мацујама | Yuki Fukushima Сајака Хирота     | 21–18, 21–11        | Побједница     |
| 2024.  | French Open           | Super 750         | Нами Мацујама | Chen Qingchen Jia Yifan          | 12–21, 21–19, 22–24 | Другопласирана |
| 2024.  | All England Open      | Super 1000        | Нами Мацујама | Baek Ha-na Lee So-hee            | 19–21, 21–11, 17–21 | Другопласирана |
| 2024.  | Singapore Open        | Super 750         | Нами Мацујама | Chen Qingchen Jia Yifan          | 15–21, 12–21        | Другопласирана |